# 新潟県道227号室谷津川線

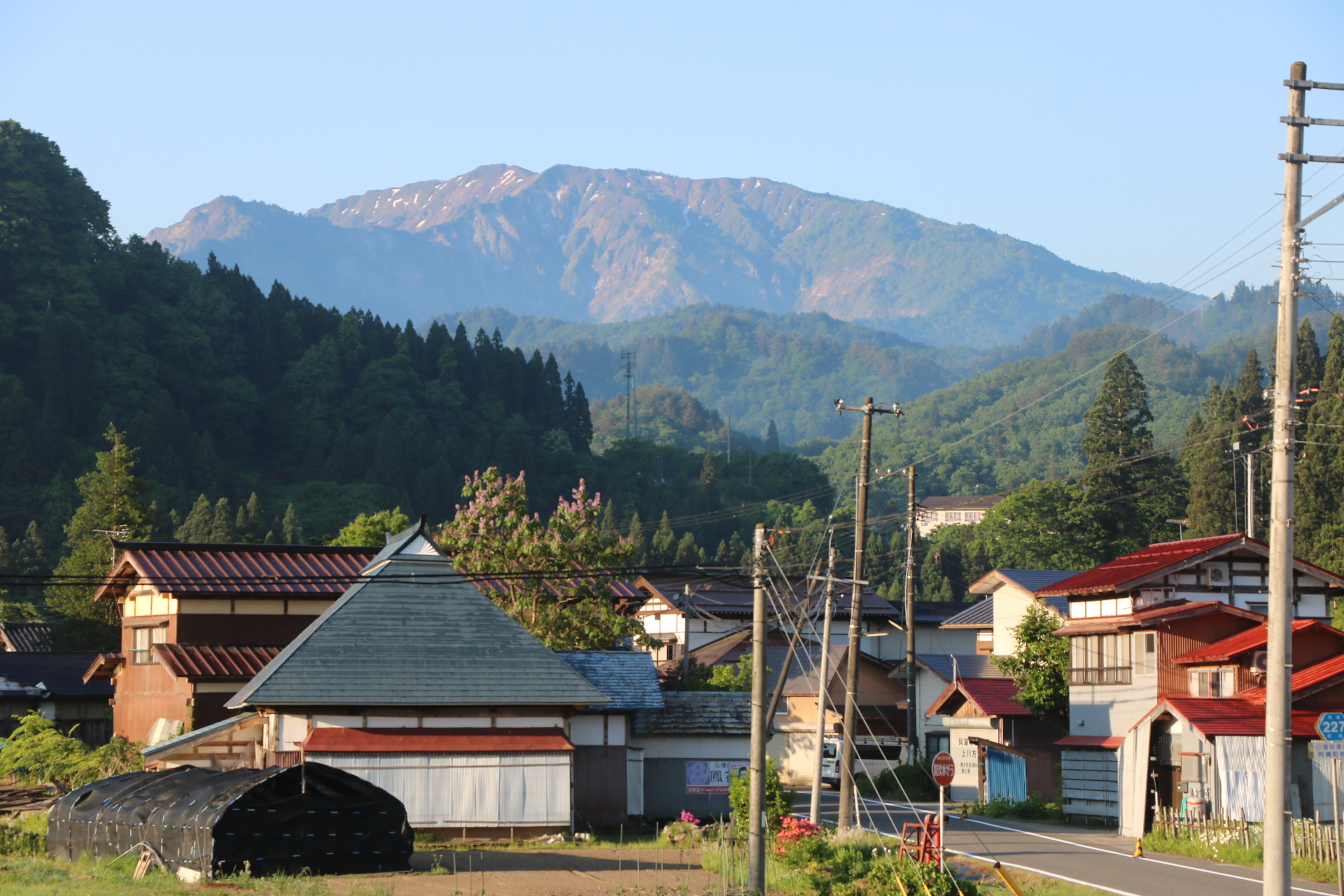
東蒲原郡阿賀町広谷 御神楽岳を望む

新潟県道227号室谷津川線（にいがたけんどう227ごう むろやつがわせん）は、新潟県東蒲原郡阿賀町内を通る一般県道である。

## 概要

### 路線データ
- 起点：新潟県東蒲原郡阿賀町神谷丙字岩堂丙
- 終点：新潟県東蒲原郡阿賀町津川字湊町（新潟県道14号新発田津川線・新潟県道228号柴倉津川線交点）

## 地理

### 通過する自治体
- 新潟県東蒲原郡阿賀町

### 接続する道路
- 阿賀町道（起点：阿賀町神谷丙字岩堂丙）
- 新潟県道228号柴倉津川線（阿賀町豊川 - 阿賀町津川字湊町（終点）で重複）
- 新潟県道354号黒倉野中線（阿賀町両郷字野中）
- 国道49号（若松街道）（阿賀町天満 - 平堀交差点で重複）
- 新潟県道14号新発田津川線（若松街道）（平堀交差点 - 阿賀町津川字湊町（終点）で重複）
- 国道459号（原町交差点）
- （終点：阿賀町津川字湊町）

### 周辺
- JR磐越西線 津川駅
- 磐越自動車道
  - 上川PA -  津川IC
- 新潟県立津川病院 - ウェイバックマシン（2003年8月8日アーカイブ分）
- 新潟県警察 津川警察署
- 阿賀町消防本部
  - 消防署
  - 上川分遣所
- 阿賀町役場
  - 本庁（旧・津川町役場）
  - 上川支所（旧・上川村役場）
- 新潟県立阿賀黎明中学校・高等学校
- 阿賀町立阿賀津川中学校
- 阿賀町立津川小学校
- 阿賀町立三郷小学校
- 阿賀町立上条小学校
- 阿賀町立西川小学校
- 阿賀町立西川小学校神谷分校
- 第四北越銀行 津川支店
- 大光銀行 津川支店
- 新潟県労働金庫 津川出張所
- JA新潟みらい 阿賀支店
- 津川郵便局
- 上川郵便局
- コメリホームセンター 津川店
- ミスタータイヤマン 津川
- 狐の嫁入り屋敷
- 御神楽温泉
- 麒麟山温泉
- 阿賀野川

## その他
- 路線名の「室谷」は、起点付近の地名（新潟県東蒲原郡阿賀町神谷室谷）に由来する。